# Port de Petrozavodsk
Le port de Petrozavodsk (en russe : Петрозаводский порт, en finnois : Petroskoin satama, LOCODE: RUPES) est situé dans la ville de Petrozavodsk, capitale de la république de Carélie en Russie.

## Présentation
Le port de Petrozavodsk est l'un des plus anciens ports de Russie, situé sur la rive sud de la baie de Petrozavodsk du lac Onega, dans la ville de Petrozavodsk.
Il représente un ensemble d'installations pour la réception et l'envoi, le déchargement, le chargement et le stationnement des navires, le stockage des marchandises et le service aux passagers.

## Galerie

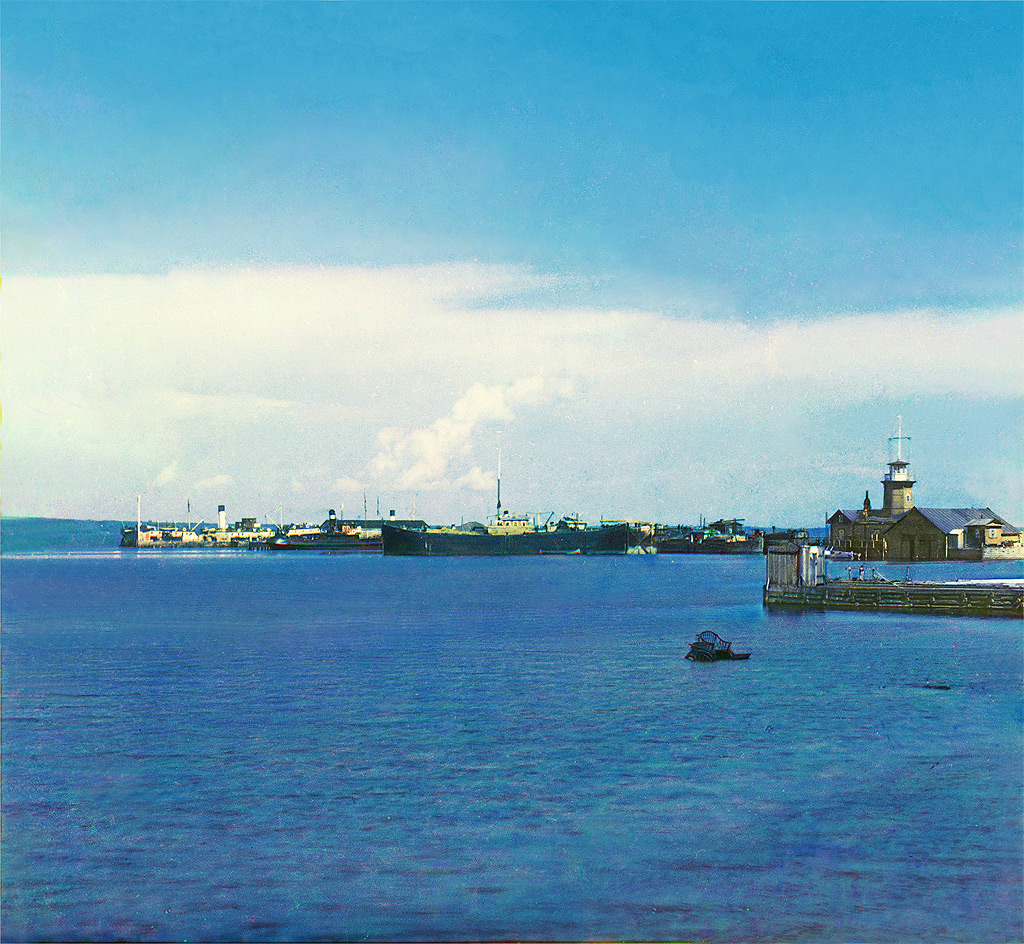
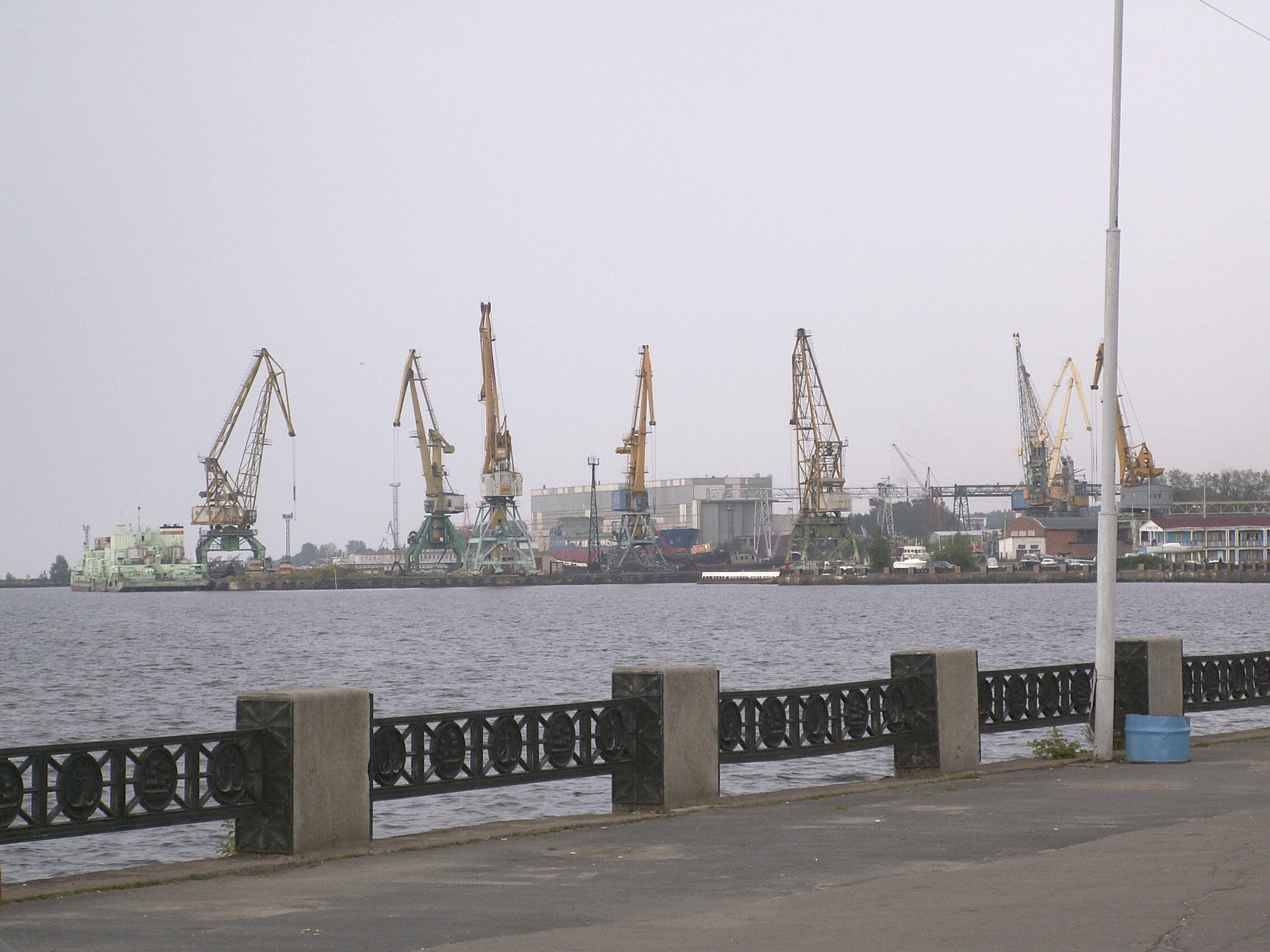
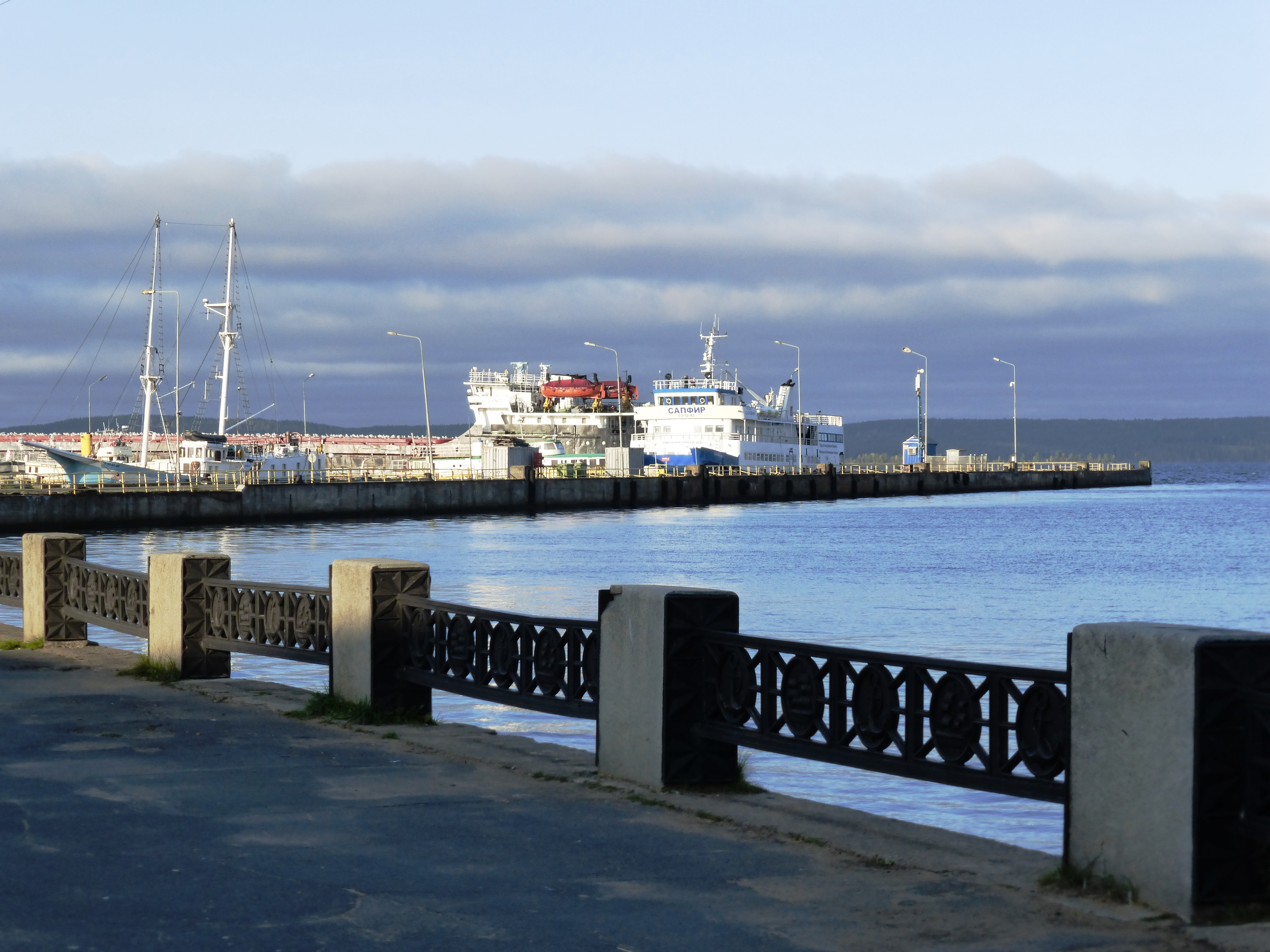
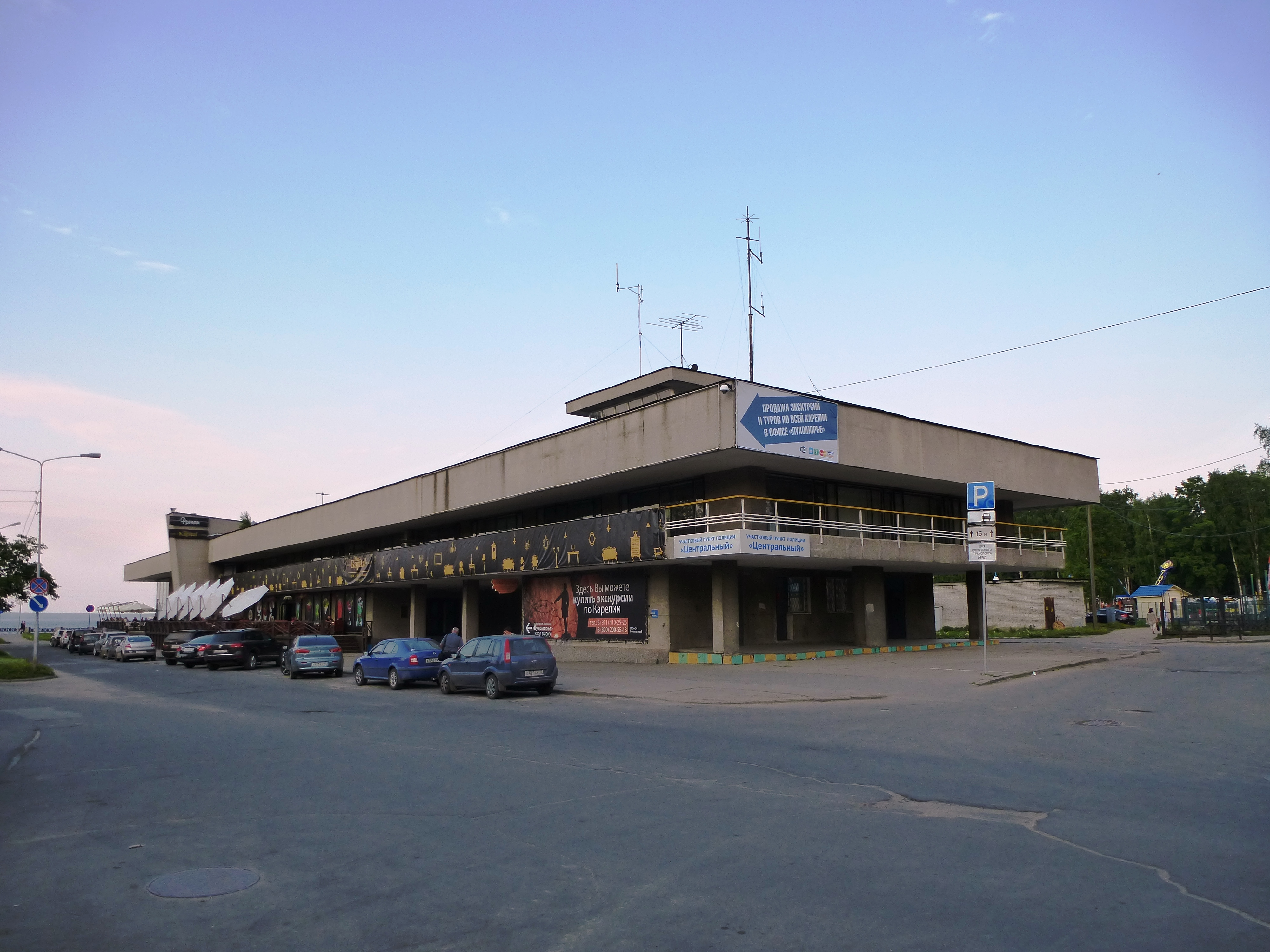